# Otmar Sládeček
Otmar Sládeček (* 27. června 1941, Ostrava – 17. prosince 2013) byl český fotbalista, obránce. Po skončení aktivní kariéry působil jako trenér.

## Fotbalová kariéra
Odchovanec Baníku Ostrava. V československé lize hrál za Baník Ostrava. Gól nedal.

## Ligová bilance
| Ročník                                   | Zápasy | Góly | Klub          |
| ---------------------------------------- | ------ | ---- | ------------- |
| 1. československá fotbalová liga 1965/66 | -      | 0    | Baník Ostrava |
| 1. československá fotbalová liga 1967/68 | 14     | 0    | Baník Ostrava |
| CELKEM                                   | -      | 0    |               |